# The Soul Clan
The Soul Clan was een Amerikaans collectief van soulmuzikanten, geleid door Solomon Burke.

## Leden
- Solomon Burke
- Arthur Conley
- Don Covay
- Ben E. King
- Otis Redding
- Wilson Pickett
- Joe Tex

Allen zijn inmiddels overleden.

## Geschiedenis
In 1966 vormde Solomon Burke met vakgenoten van Atlantic Records, Wilson Pickett, Don Covay, Otis Redding en Joe Tex het collectief The Soul Clan. In een interview uit 1992 gaf Burke te kennen dat The Soul Clan aan Atlantic Records een voorschot had gevraagd van een miljoen dollar voor een echt project, een soulclan. De bedoeling was om vastgoed op te kopen in onder andere de ghetto's en dit te hervormen en woningen te bouwen. Hun idee was om hun talenten en geldelijke middelen positief in te zetten voor de zwarte gemeenschap. Ook Atlantic Records kon hieruit zijn voordeel halen. 
Burke zag de samenwerking als een springplank naar een onafhankelijk Afrikaans-Amerikaans zakenimperium. Covay, meer succesvol als songwriter dan als artiest, hoopte om zo zijn eigen carrière te promoten. Ondertussen hadden Burke, Redding en James Brown gesproken over de vorming van een organisatie om zorg en pensioenen te verschaffen aan oudere zwarte muzikanten. 
Opnamen werden aanvankelijk uitgesteld, omdat Redding een halsoperatie moest ondergaan en daarna moest revalideren. Nadat Redding overleed tijdens een vliegtuigongeluk in december 1967, werd hij vervangen door Arthur Conley en nadat Pickett was uitgevallen, waarschijnlijk niet op zijn gemak door Burkes grandioze financiële plannen, werd hij vervangen door Ben E. King. Voor Burke was The Soul Clan een uitdrukking van solidariteit en wederzijdse steun door vijf pijlers van de soulmuziek. In februari 1968 nam The Soul Clan de single Soul Meeting / That's How It Feels en het album The Soul Clan (1969) op, inclusief beide kanten van de single en verscheidene solonummers van de individuele clanleden. Kort daarna verliet Burke Atlantic Records.
In juli 1981 kwam The Soul Clan officieel bijeen voor een uitverkocht concert in het Savoy Theater in Manhattan (met Pickett als invaller voor Conley, die in Europa verbleef), maar het was de laatste keer dat ze samenwerkten na een chaotisch concert, met de nadruk op een defect soundsysteem, defecte microfoons, vergissingen en niet-geautoriseerd achtergrond-personeel. The Soul Clan kwam in augustus 1982 bijeen bij de begrafenis van Joe Tex.